# Chamaeota insignis
Chamaeota insignis är en svampart som först beskrevs av Cooke & Massee, och fick sitt nu gällande namn av David Norman Pegler 1965. Chamaeota insignis ingår i släktet Chamaeota och familjen Pluteaceae.   Inga underarter finns listade i Catalogue of Life.